# NC 8
NC 8 (англ. North Carolina Highway 8) — основное государственное шоссе в штате Северная Каролина. Шоссе соединяет города Лексингтон и Уинстон-Сейлем с различными рекреационными и природными объектами, включая Национальный лес Уварри, озеро Хай-Рок и государственный парк «Висячая скала».

## Описание маршрута
NC 8 начинается с NC 740 на пересечении с US 52 и Голд-стрит в Нью-Лондоне. После короткого пересечения с NC 740 она идёт на северо-восток, чтобы соединиться с NC 49, затем коротко проходит по разделённой четырёхполосной дороге через округ Роуан и через реку Ядкин. После того как она ненадолго становится северным периметром Национального леса Уварри, она разделяется с NC 49 и идёт на север до Саутмонта. Продолжая двигаться на север, она входит в городскую черту Лексингтона рядом с шоссе I-85. Повернув на бульвар Талберт, она обходит южную часть центра Лексингтона, а затем продолжает двигаться на север по Роли-роуд и односторонним улицам Пятой и Шестой. На северной стороне Лексингтона она соединяется с I-85 Business/US 29/US 64/US 70, а затем идёт по Уинстон-роуд до Уэлка, где начинается её самое длинное пересечение с US 52.
Вместе с US 52 она проходит в обход к востоку от Уэлка и западу от Мидуэя, прежде чем попасть в Уинстон-Сейлем, где автострада становится известной как Скоростная автомагистраль Север-Юг. После короткого параллелизма с US 311 она отделяется от US 52 на Джермантон-роуд, где продолжает двигаться на север как двухполосное сельское шоссе. После соединения с NC 65 она пересекает округ Стокс и въезжает в Джермантон. Через 1,6 км она отделяется от NC 65 на север, чтобы встретиться с NC 89 и пройти через Дэнбери. Завершив своё последние пересечение чуть севернее государственного парка «Висячая скала», она продолжает двигаться на север, пересекая NC 704, и заканчивается у границы штата Виргиния. Продолжая движение по территории Виргинии, она становится государственной трассой 8, ведущей в город Стюарт, штат Виргиния.

## История
NC 8 была создана в 1930 году как новая основная трасса от Лексингтона, в 8,0 км к югу до детского дома Младшего ордена американских механиков (JOUAM), расположенного у озера Хай-Рок.[2] В 1936 г. она была продлена на юг до Эббот-Крик, проходя через Саутмонт. В 1939 году NC 8 была продлена на юго-восток по новой основной трассе, пересекая Эббот-Крик, до NC 62.[3]
В конце 1940 года NC 8 была продлена на север в параллель с US 52 до Уинстон-Сейлема, а затем заменила NC 109 в округах Форсайт и Стокс до границы штата Вирджиния, где продолжилась как уже существующая SR 8. В 1945—1949 годах NC 8 была перенаправлена на север от Уинстон-Сейлема, с Индиана-авеню, Черри-стрит и части Джермантон-роуд на Паттерсон-авеню[4].
В 1953 году NC 8 была продлена на юго-запад, с коротким параллелизмом с NC 49 и заменой NC 6, до Нью-Лондона. В 1954 году NC 8 стала односторонней в центре Уинстон-Сейлема, используя 4-ю улицу (в южном направлении) и 5-ю улицу (в северном направлении). В 1960 году NC 8 была перенесена с Мэйн-стрит на Олд-Сейлем-роуд в районе Сейлемского колледжа. В 1962 году в центре Уинстон-Сейлема было изменено направление движения NC 8: в северном направлении по Мэйн-стрит — Пятой улице — Либерти-стрит, а в южном направлении по Либерти-стрит — Первой улице. В 1967 году NC 8 в северном направлении была перенаправлена на короткую параллель с US 158/US 421, а затем на север по завершенному участку автомагистраль Север-Юг; NC 8 в южном направлении оставалась неизменной до 1973 года, когда была завершена остальная часть автомагистрали Север-Юг, устранившая её маршрут через центр Уинстон-Сейлема. [5][6] В 1972 году NC 8 была скорректирована от 3-й улицы до 6-й улицы в Лексингтоне.[7] В 1981 году NC 8 была продлена до Голден-стрид, затем по короткой параллели с NC 740 до её нынешней южной конечной точки с US 52.[8] В 1982 году US 52/NC 8 была помещена на новую автостраду к западу от Мидуэя.[9] В 1991—1993 годах US 52/NC 8 была помещена на новую автостраду в обход к востоку от Уэлка. В 2002 году NC 8 была перенаправлена в Лексингтоне с Главной улицы на Роли-роуд и далее на бульвар Талберт, а затем обратно на Коттон-Гроув-роуд[10].

## Основные пересечения
| Станли    | Нью-Лондон                  | 0.0                         |                             | US 52 / NC 740 на север — Албемарл, Солсбери                                                                                   | Южная развязка; северный участок пересечения с NC 740                                  |                             |                             |
| Станли    | Нью-Лондон                  | 0.32                        |                             | NC 740 на юг — Бадин | Южный участок пересечения с NC 740; до государственного парка Морроу-Маунтин           |                             |                             |
| Станли    |                             | 6.4                         |                             | NC 49 на юг — Конкорд | Южный участок пересечения с NC 49                                                      |                             |                             |
| Роуан     | Отсутствие крупных развязок | Отсутствие крупных развязок | Отсутствие крупных развязок | Отсутствие крупных развязок | Отсутствие крупных развязок                                                            | Отсутствие крупных развязок | Отсутствие крупных развязок |
| Дейвидсон |                             | 12.6                        |                             | NC 49 на север — Эшеборо | Северный участок пересечения с NC 49                                                   |                             |                             |
| Дейвидсон |                             | 48.8                        |                             | NC 47 (Главная дорога) — Дентон, Линвуд                                                                                        |                                                                                        |                             |                             |
| Дейвидсон | Лексингтон                  | 51.0                        |                             | I-85 — Гринсборо, Шарлотт | Частичная кольцевая развязка; съезд 91                                                 |                             |                             |
| Дейвидсон | Лексингтон                  | 59.5                        |                             | I-85 BL / US 29 / US 64 / US 70 — Хай-Пойнт, Эшеборо, Моксвилл, Солсбери                                                       |                                                                                        |                             |                             |
| Дейвидсон | Welcome                     | 63.9                        | 92                          | I-285 на юг / US 52 на юг — Солсбери                                                                                           | Южная часть пересечения I-285 и US 52                                                  |                             |                             |
| Дейвидсон | Welcome                     | 72.4                        | 97                          | Старая 52 автострада — Мидуэй                                                                                                  |                                                                                        |                             |                             |
| Дейвидсон | Мидуэй                      | 76.0                        | 100                         | Гикори-три-роуд |                                                                                        |                             |                             |
| Форсайт   | Уинстон-Сейлем              | 81.0                        | 103                         | Южная Мэйн-стрит |                                                                                        |                             |                             |
| Форсайт   | Уинстон-Сейлем              | 84.8                        | 105                         | Клеммонсвилл-роуд |                                                                                        |                             |                             |
| Форсайт   | Уинстон-Сейлем              | 86.6                        | 107 A-B                     | A: I-40 на восток / I-285 конец — Гринсборо, Хай-Пойнт B: I-40 на запад — Стейтсвилл                                           | Северный участок пересечения с I-285 Обозначен как съезды 107A (восток) и 107B (запад) |                             |                             |
| Форсайт   | Уинстон-Сейлем              | 87.7                        | 108A                        | Спрэг-стрит/Вотаун-стрит |                                                                                        |                             |                             |
| Форсайт   | Уинстон-Сейлем              |                             | 108B                        | Ресёч-Парквей | Ромбовидная развязка с изменением сторонности (DDI)                                    |                             |                             |
| Форсайт   | Уинстон-Сейлем              | 89.0                        | 108B                        | Варгрейв-стрит | Полностью закрыт с 6 января 2014 года                                                  |                             |                             |
| Форсайт   | Уинстон-Сейлем              | 89.8                        | 108C                        | Стадион-драйв — Старый Сейлем                                                                                                  |                                                                                        |                             |                             |
| Форсайт   | Уинстон-Сейлем              | 90.3                        | 109 A-B                     | A: US 158 на восток / US 421 на восток / NC 150 на юг — Кернерсвиль B: US 158 west / US 421 west / NC 150 north — Центр города | Обозначен как выезд с 109A (восток) и 109B (запад)                                     |                             |                             |
| Форсайт   | Уинстон-Сейлем              | 90.9                        | 110A                        | 3-я 4-я 5-я улицы — Центр города                                                                                               | Полностью закрыты с 18 февраля 2013 года                                               |                             |                             |
| Форсайт   | Уинстон-Сейлем              | 91.6                        | 110B                        | US 311 на север (ML King Jr Drive)                                                                                             |                                                                                        |                             |                             |
| Форсайт   | Уинстон-Сейлем              | 91.9                        | 110C                        | Либерти-стрит |                                                                                        |                             |                             |
| Форсайт   | Уинстон-Сейлем              | 92.4                        | 110D                        | Северо-западный бульвар | Выезд только в южном направлении                                                       |                             |                             |
| Форсайт   | Уинстон-Сейлем              | 93.7                        | 111A                        | 25-я улица/28-я улица |                                                                                        |                             |                             |
| Форсайт   | Уинстон-Сейлем              | 94.0                        | 111B                        | Либерти-стрит — Аэропорт Смит Рейнольдс                                                                                        | Выезд был только в северном направлении; Полностью закрыт                              |                             |                             |
| Форсайт   | Уинстон-Сейлем              | 95.6                        | 112                         | Акрон-драйв — Аэропорт Смит Рейнольдс                                                                                          |                                                                                        |                             |                             |
| Форсайт   | Уинстон-Сейлем              | 96.9                        | 113                         | Паттерсон-авеню |                                                                                        |                             |                             |
| Форсайт   | Уинстон-Сейлем              | 99.5                        | 114                         | US 52 на север — Маунт-Эйри | Северный участок пересечения с US 52                                                   |                             |                             |
| Форсайт   | Уинстон-Сейлем              | 102.8                       |                             | NC 66 (Олд-Холлоу-Роуд) — Уокертаун,Рурал-хал                                                                                  |                                                                                        |                             |                             |
| Форсайт   |                             | 103.3- 103.6                |                             | NC 74 (Северный транспортный узел Уинстон-Сейлем)                                                                              | Двойная кольцевая развязка; съезд 43, открыт для движения 7 ноября 2022 года           |                             |                             |
| Форсайт   |                             | 110.4                       |                             | NC 65 на восток (Рурал-хал — Германтон-роуд) — Рурал-хал                                                                       | Восточный участок пересечения с NC 65                                                  |                             |                             |
| Стокс     | Джермантон                  | 112.0                       |                             | NC 65 на востоке — Уолнат-ков                                                                                                  | Восточный участок пересечения с NC 65                                                  |                             |                             |
| Стокс     | Мидоус                      | 127.5                       |                             | NC 89 на востоке — Уолнат-ков                                                                                                  | Восточный участок пересечения с NC 89                                                  |                             |                             |
| Стокс     | Мидоус                      | 138.2                       |                             | NC 89 на запад — Уолнат-ков | Западный участок пересечения с NC 89                                                   |                             |                             |
| Стокс     | Колевилль                   | 151.8                       |                             | NC 704 (Шоссе Уэсли Д. Вебстера) — Сэнди-Ридж, Уэстфилд                                                                        |                                                                                        |                             |                             |
| Стокс     | Кемпбелл                    | 152.2                       |                             | SR 8 на север — Стюарт | Северная конечная улица; Виргиния                                                      |                             |                             |